# Cadalso

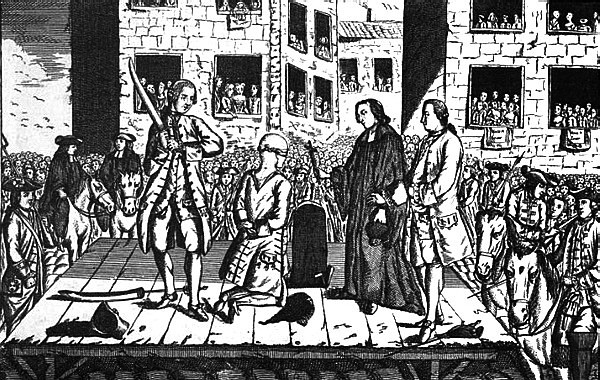
Ejecución de Lally-Tollendal al Cadafal (1766)

Un patíbuloo cadalso(del poco usado cadahalso, y este del occitano cadafalcs[1], derivado del latín cadafalcum) es una estructura, un tablado que se levantaba para actos solemnes en medio de una iglesia con fines religiosos o en la plaza principal de una población (por ejemplo, para recibir al rey).

## Ejecuciones públicas

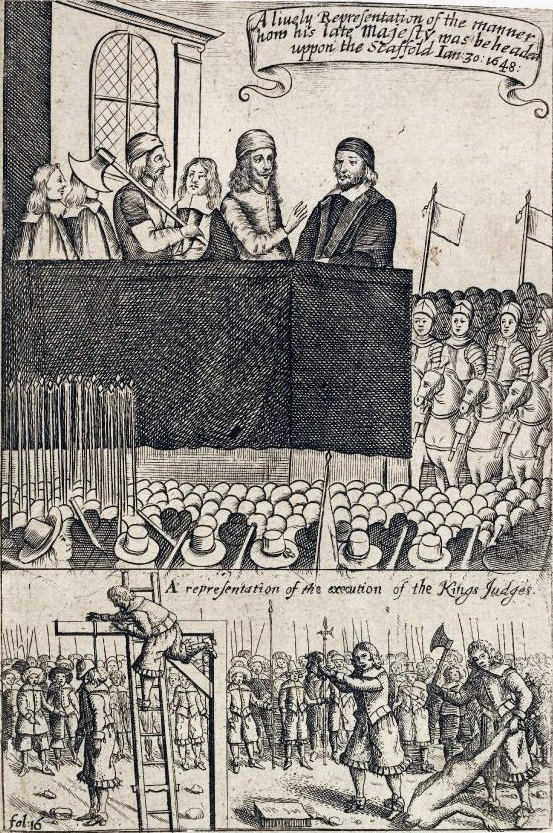
A liuely Representation of the Mann how his late Majesty was beheaded uppon the scaffold Ian 30: 1648 y A representation of the execution of the King 's Judges. En el panel superior, Carlos I está esperando su ejecución arriba del cadalso - 30 de enero de 1648. En el panel inferior, uno de sus jueces es colgado y el otro descuartizado, mientras que la cabeza del último se muestra a la multitud.

Una aplicación popular del término cadalso se refería a una plataforma provisional, construida generalmente de madera, en la plaza principal de una ciudad para ejecutar públicamente una pena de muerte como escarmiento.

## Usos religiosos
Para efectos religiosos, en la Edad Media se describe como un tablero de grandes dimensiones, elevado del suelo más o menos la talla de un hombre medio, conectado con un pasillo también alzado donde se sentaban las autoridades.

## Exequias
Para este uso el cadalso tiene una forma de plataforma elevada sobre una estructura de madera o tarima alargada, cuidadosamente adornada, que se sitúa en los templos o lugares donde se celebran las exequias o sepulturas de cuerpo presente, para colocar los restos mortales de una persona ya sea directamente encima, o bien dentro de un ataúd (sarcófago o similar), el cual se deja abierto para que los despojos sean visibles a los concurrentes a la ceremonia. Este arreglo se hace durante las ceremonias previas a la sepultura para rendir honores fúnebres al fallecido. El cadalso se suele decorar en negro o en colores propios del cargo del difunto, como en el caso de reyes y papas, cuando se decora en rojo.